# Фахд ибн Салман Аль Сауд
Фахд ибн Салман Аль Сауд (араб. فهد بن سلمان آل سعود‎; 1955, Эр-Рияд — 25 июля 2001, Эр-Рияд) — саудовский принц, бизнесмен, спортсмен и политик. Старший сын короля Салмана, внук короля Абдул-Азиза.

## Биография
Фахд ибн Салман родился в 1955 году в Эр-Рияде в семье будущего короля Салмана ибн Абдул-Азиза Аль Сауда и его первой жены Султаны бинт Турки ас-Судайри, она умерла в июле 2011 года. У него было 4 младших родных брата: принцы Султан  (род. 1956), Ахмед (1958—2002), Абдул-Азиз (род. 1960) и Фейсал (род. 1970) и  младшая сестра Хасса (род. 1974).
Фахд ибн Салман закончил Университет короля Сауда, получив степень бакалавра, а также получил образование в США, где закончил Калифорнийский университет в Беркли в качестве бакалавра в области политологии.
Начал политическую карьеру в качестве советника в министерстве внутренних дел. Затем в течение семи лет, с февраля 1986 по февраль 1993 года Фахд ибн Салман был заместителем губернатора Восточной провинции. Во время войны в Персидском заливе посещал беженцев из Кувейта и занимался их размещением. 
Помимо этого принц также был известен благотворительностью, посещая больницы и детские дома в Саудовской Аравии.
Занимался бизнесом, а также разведением чистокровных арабских лошадей и увлекался конным спортом.
Скончался 25 июля 2001 года в Эр-Рияде от сердечной недостаточности в возрасте 45/46 лет.

## Семья
Принц Фахд ибн Салман был женат на принцессе Нуф бинт Халид Аль Сауд (ум. 2021), дочери принца Халида ибн Абдаллы Аль Сауда. У супругов было два сына и две дочери, среди которых принц Ахмед (род. 1986), также бизнесмен и заместитель губернатора Восточной провинции (2017—2023).